# Yurika
Юрика Кобаяси (яп. 小林 友里花 Кобаяси Юрика, род. 29 октября 1995, Хасуда), более известная под сценическим псевдонимом YURiKA — японская певица. Имеет контракт с Toho Animation Records.

## Биография
Юрика Кобаяси с раннего возраста мечтала стать музыкантом. Она начала в три года играть на пианино, при этом слушала музыку группы Morning Musume и её подгруппы — Minimoni. Во время учёбы в начальной школе она услышала в рекламном ролике песню «Sousei no Aquarion» певицы AKINO, что побудило в ней интерес к музыке в японской анимации и желание исполнять песни для аниме. Популярность таких франшиз, как «Харухи Судзумия» и K-On!, также повлияли на её желание стать певицей в аниме-индустрии.
Обучаясь в старшей школе, Юрика приняла участие в Animax Anison Grand Prix и других связанных с аниме музыкальных конкурсах. В 2014 году она заняла 6-е место в телевизионном конкурсе при поддержке Nippon TV и 1-е место в конкурсе аниме-музыки, спонсируемом NHK. В 2016 году она победила в прослушивании, проводимом компанией Toho, и подписала контракт с лейблом Toho Animation Records.
Профессиональный дебют Юрики состоялся в 2017 году с выпуском первого сингла «Shiny Ray» 22 февраля, заглавный трек которого стал первой начальной темой аниме-сериала Little Witch Academia. Второй сингл певицы под названием «MIND CONDUCTOR» был выпущен 22 мая и использовался как вторая начальная тема Little Witch Academia. Её третий сингл «Kyōmen no Nami» (яп. 鏡面の波 Кё:мэн но Нами, «Волны на поверхности зеркала»), вышедший 6 декабря того же года, использовался в качестве открывающей композиции аниме «Страна самоцветов». Также YURiKA исполнила песню «Yasōka» (яп. 夜奏花 Ясо:ка) для визуального романа 2018 года Summer Pockets. Следующий сингл певицы, «Futari no Hane» (яп. ふたりの羽根 Футари но Ханэ, «Крылья двоих»), вышел 15 августа 2018 года и стал начальной темой аниме Hanebado!. Пятый сингл, «Le zoo», послуживший финальной темой аниме «Выдающиеся звери», был издан 20 ноября 2019 года.

## Дискография

### Синглы
| Дата выхода     | Сингл                           | Высшая позиция в чарте Oricon |
| --------------- | ------------------------------- | ----------------------------- |
| 22 февраля 2017 | «Shiny Ray»                     | 64                            |
| 22 мая 2017     | «MIND CONDUCTOR»                | 75                            |
| 6 декабря 2017  | «Kyōmen no Nami» (鏡面の波)     | 43                            |
| 15 августа 2018 | «Futari no Hane» (ふたりの羽根) | 36                            |
| 20 ноября 2019  | «Le zoo»                        | 86                            |